# Bytča
Bytča és una ciutat d'Eslovàquia. Es troba a la regió de Žilina, a la vora del riu Váh. És a prop de Žilina i Považská Bystrica.

## Història
La ciutat va aparèixer el 1946 per la fusió dels assentaments de Malá Bytča (que incloïa Beňov i Mikšová), Velká Bytča i Hliník nad Váhom. La primera referència escrita a la vila de Bytča data del 1234. La vila fou la seu d'un feu i més endavant una ciutat d'artesans.

## Demografia
| Godina             | 1994   | 2004   | 2014   | 2024   |
| ------------------ | ------ | ------ | ------ | ------ |
| Nombre de persones | 12.186 | 11.506 | 11.279 | 11.634 |
| Diferència         |        | −5,58% | −1,97% | +3,14% |

| Godina             | 2023   | 2024   |
| ------------------ | ------ | ------ |
| Nombre de persones | 11.535 | 11.634 |
| Diferència         |        | +0,85% |

## Ciutats agermanades
- Karolinka, República Txeca
- Opoczno, Polònia